# رحام
الرُّحَام هو التهاب في جدار الرحم في حين أن التهاب بطانة الرحم هو التهاب في البطانة الوظيفية للرحم والتي تسمى بطانة الرحم. غالبًا ما يستخدم مصطلح مرض التهاب الحوض للتعبير عن الرُّحام.